# تسويق اجتماعي

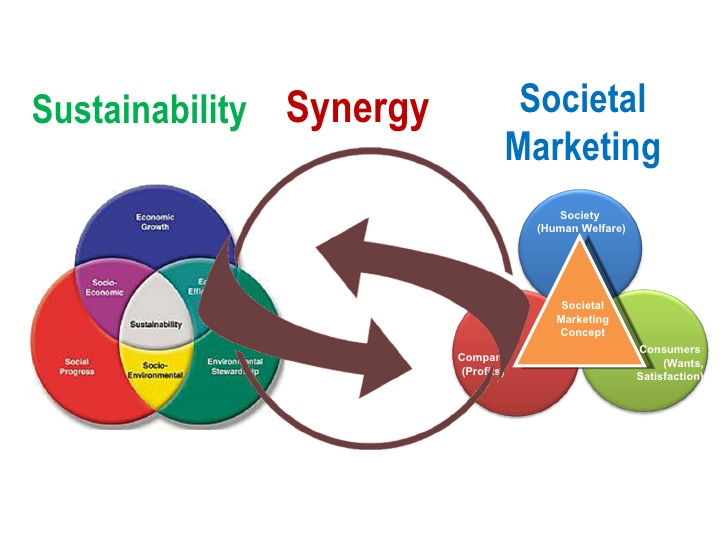
تعريفات ومراحل التسويق الإجتماعي

يختلف التسويق الاجتماعي (بالإنجليزية: Social marketing)‏ عن التسويق التجاري بأن الهدف الأساسي هو الصالح العام أو مجتمع خيّر، وعلى الرغم من أن التسويق الاجتماعي لا ينظر إليه في بعض الأحيان إلا باستخدام ممارسات التسويق التجاري لتحقيق أهداف غير تجارية، فإن هذا تعريف مُبسط. ويمكن للمسوقين التجاريين أن يسهموا في تحقيق مجتمع أفضل.
يسعى التسويق الاجتماعي لتطوير ودمج مفاهيم التسويق مع النهج الأخرى، للتأثير على السلوكيات التي تعود بالنفع والمصلحة على الأفراد والمجتمعات من أجل المصلحة الاجتماعية الكبرى. وهي تسعى إلى دمج الأبحاث، وأفضل الممارسات، والنظريات وكذلك الجمهور والرؤية المُشتركة.
تحديد المواقع وتقسيم المستهلكين حسب الحاجيات التي تحركها دوافع اجتماعية وتطوير الاستراتيجيات والحلول التي من شأنها تلبية هذه الاحتياجات والرغبات، مع تحسين وضعهم الاجتماعي في نفس الوقت. وغالباً ما تستخدم المنتجات والخدمات التي تلبي مطالب اجتماعية أو على أساس القيم أو تناشد هؤلاء المستهلكين للدعاية والترويج حول التصنيع أو الاستخدام أو التخلص. بالإضافة إلى ذلك، يتضمن التسويق الاجتماعي تقديم شركة أو منتج أو خدمة على أنها تدعم واحدة أو عدداً من القضايا الاجتماعية، سواءً كانت أم لم تكن هذه المطالبات صادقة أو دقيقة.